# 洛什城堡
洛什城堡位于法国安德尔-卢瓦尔省卢瓦尔河流域的洛什。

## 历史
12世纪，英格兰国王亨利二世及其子理查一世设计并建造了洛什城堡。在争夺控制法国的战争中，腓力二世曾对城堡发起攻击并最终在1205年获得其占领权。随后，城堡被升级为军事堡垒。
查理七世将城堡送给其情妇阿涅丝·索雷尔，成为查理最喜欢的一处居所。查理之子路易十四在洛什城堡度过了童年，即位后打算将城堡改成国家监狱，但最终还是选择了昂布瓦斯城堡。
在美国独立战争期间，法国资助美国反抗英国，路易十六将洛什城堡作为关押英国人的监狱。
法国大革命期间，洛什城堡遭受了严重的破坏，虽自1806年起进行了修复，但至今仍有部分废墟依然存在。